# Raúl Villarreal
Raúl Villarreal (1909-?) fue un boxeador argentino de peso mediano, ganador de la medalla de bronce en los Juegos Olímpicos de Berlín 1936.

## Medalla de bronce de 1936
En los Juegos Olímpicos de Berlín 1936, Raúl Villarreal, con 26 años, ganó la medalla de bronce en la categoría medianos (hasta 72,574 kilos). Villarreal venció al austriaco Hans Zehetmaier, al holandés Gerardus Cornelis Dekkers, perdiendo en semifinales con el francés Jean Despeaux, quien a la postre ganaría la medalla de oro. Para obtener la medalla de bronce venció al polaco Henryk Chmielwewski, por abandono.